# Opsaridium tweddleorum
Opsaridium tweddleorum là một loài cá vây tia trong họ Cyprinidae. Chúng được tìm thấy ở Malawi và Mozambique.
Môi trường sống tự nhiên của chúng là các con sông.